# Brug 1979
Brug 1979 is een bouwkundig en artistiek kunstwerk in Amsterdam-Zuidoost.

## Brug
De brug annex fietstunnel uit 1996 is gelegen in de af- en toerit van de kruising Holterbergweg en Burgemeester Stramanweg. In verband met de komst van de Johan Cruijff ArenA midden jaren negentig werd deze kruising vernieuwd. Tot dan toe lag er een gelijkvloerse kruising met allerlei slingerende weg. De gemeente Amsterdam trok alles recht, zodat de Stramanweg aansloot op het transferium in het voetbalstadion. Er moesten diverse kunstwerken geplaatst worden. De brug 1979 draagt daarbij niet alleen de af- en toerit naar de Stramanweg, maar ook een ventweg van die weg, die hier alleen bestemd is voor openbaar vervoer van de Holterbergweg naar de Stramanweg. De brug maakte op 25 september 1995 een op 19 januari 1988 geplaatste tijdelijke baileybrug in een busbaan met bussluis tussen de Keienbergweg en de ventweg van de Burgemeester Stramanweg iets westelijker gelegen overbodig. De tijdelijke "Lerolakbrug" en busbaan werd door de gemeente bekostigd om de doorstroming van de streekbussen te bevorderen die voorheen vaak vaststonden in de file op de Stramanweg, ook was de baileybrug van belang voor in en uitrukkende Centraal Nederland en GVB bussen vanuit de garage aan de Hoogoordreef richting Amstelveen en Buitenveldert.
Omdat de af- en toeritten een zeer kleine hoek maken met die Stramanweg moest er een relatief brede brug of lange tunnel worden gebouwd. Voor deze plek uitwierp Quist Wintermans Architekten BV (QWA) een 120 meter lange tunnelbuis. Uitgaande van die “kale” tunnelbuis ontwierp QWA allerlei uitstulpingen en uitsparingen voor de lichtval mee. Het geeft de tunnel de vorm van een speeldoos voor kinderen, die bouwstenen in diverse vormen door gelijkvormige openingen moet zien te krijgen. QWA liet die openingen ook nog in allerlei kleuren schilderen zodat een bonte tunnel ontstond, waarbij de kleuring en lichtval het gevoel van veiligheid verhoogde. QWA kreeg er een eervolle vermelding voor bij de Betonprijs het jaar daarop.
QWA had trouwens in dit gebied rondom de ArenA meer projecten lopen. Achteraf constateerde QWA dat het gehele complex tevens een leerproject was. Nieuwe inzichten in bijvoorbeeld het gebruik van kolommen als ook nieuwe tekenmethoden (lengteschaal afwijkend ten opzichte van hoogteschaal) werden doorgevoerd.

## Afbeeldingen

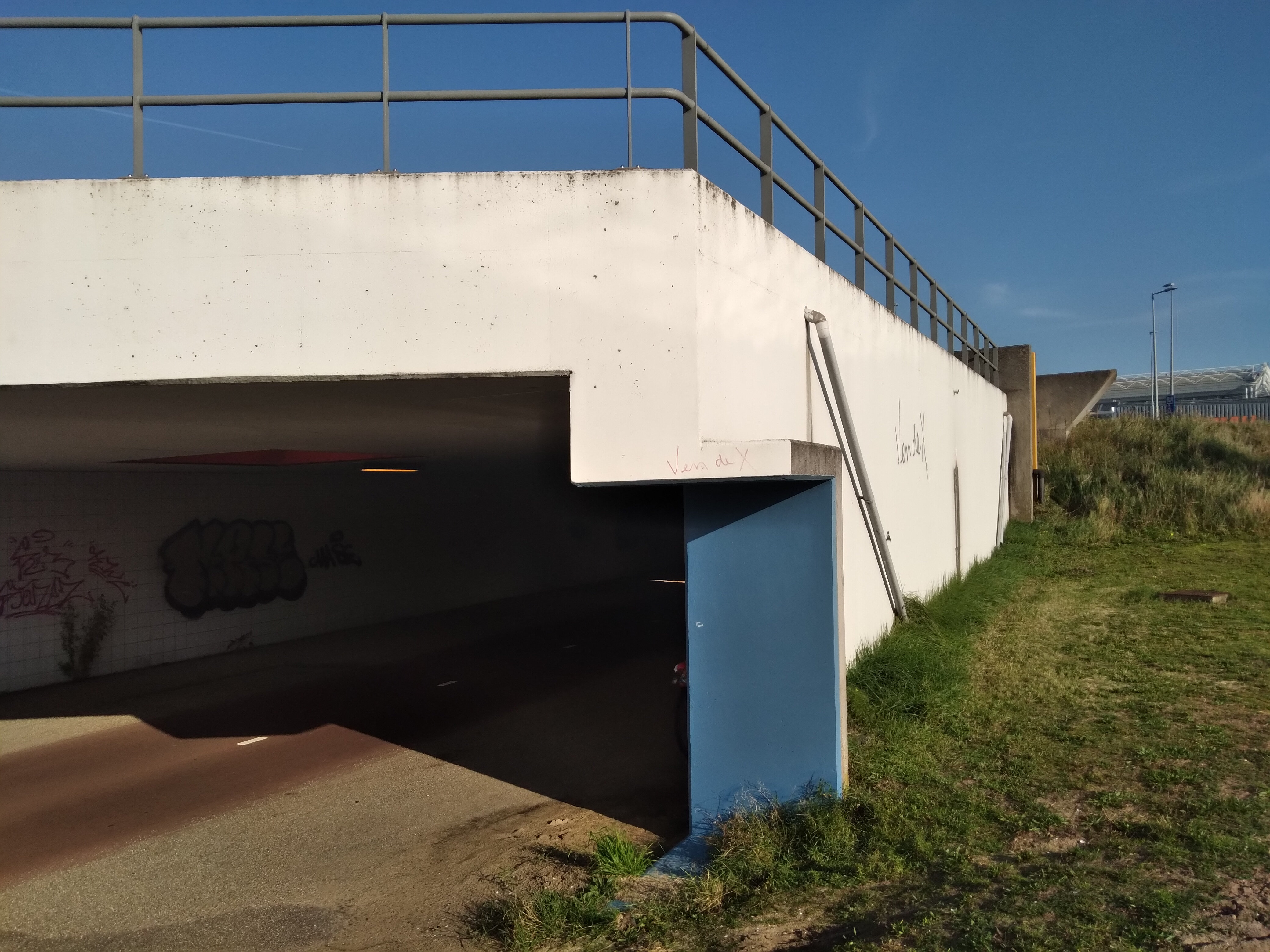
Sculpturale brug 1979 (november 2020)
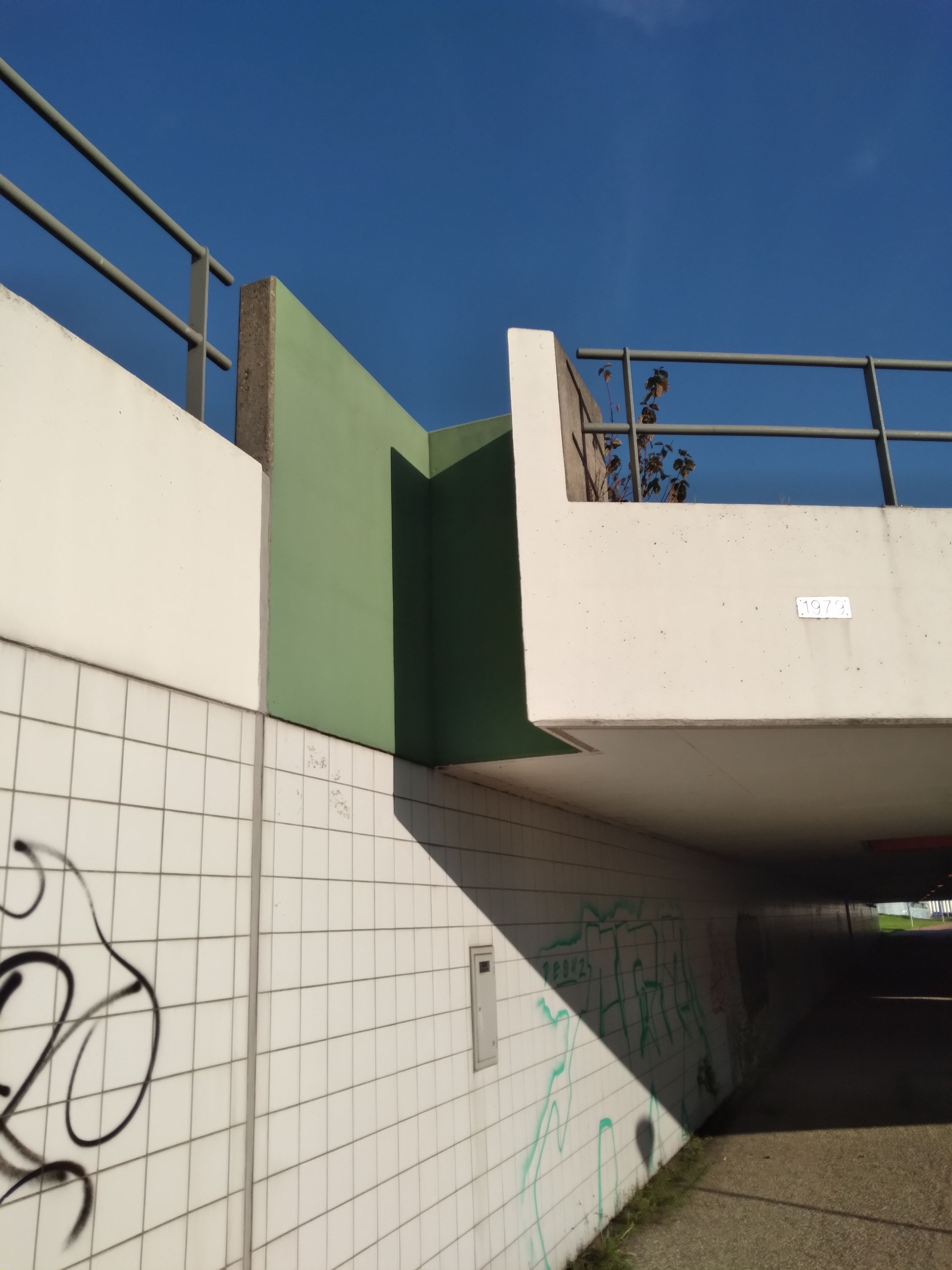
Sculpturale brug 1979 (november 2020)
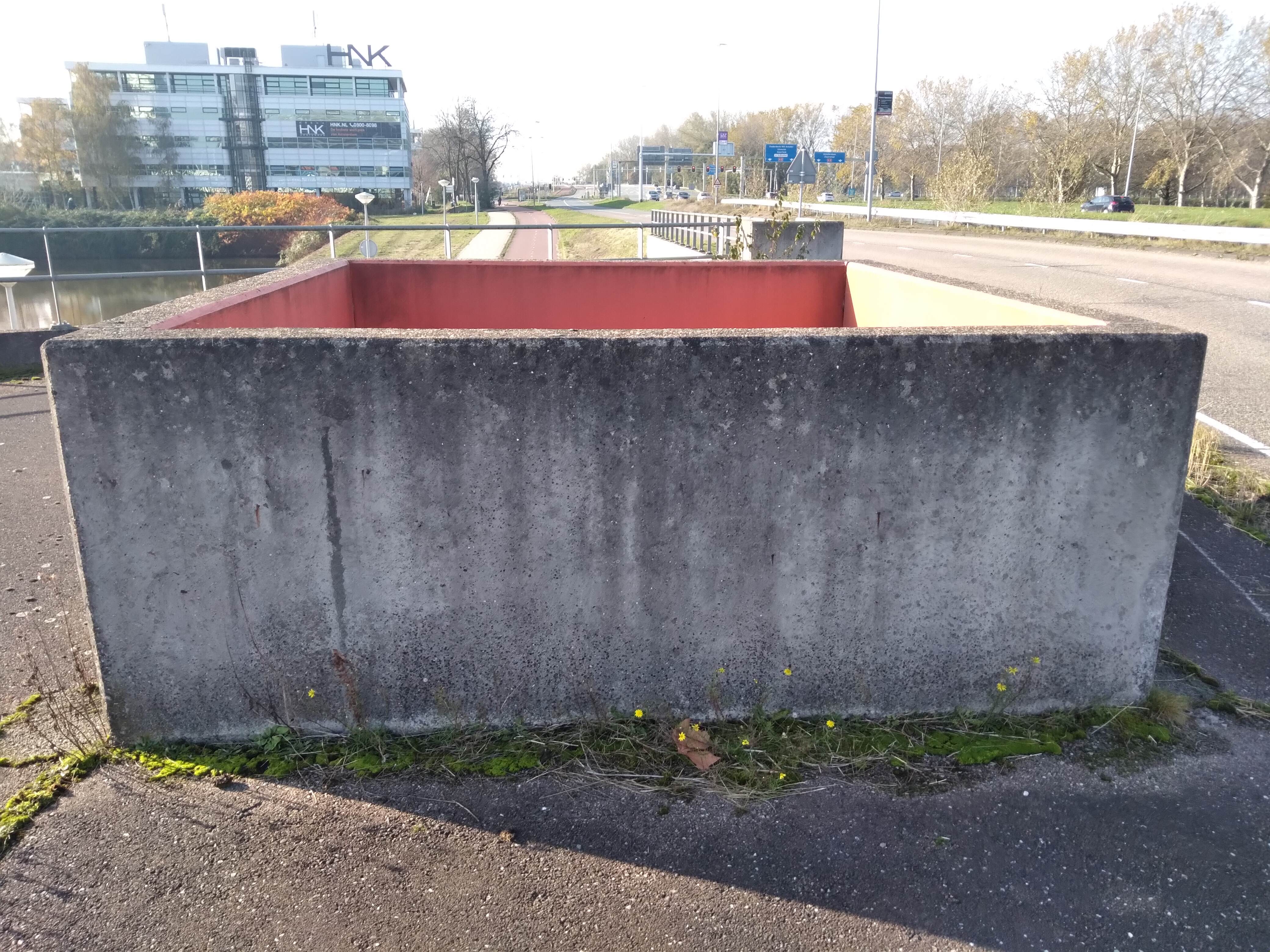
Lichtgat (november 2020)
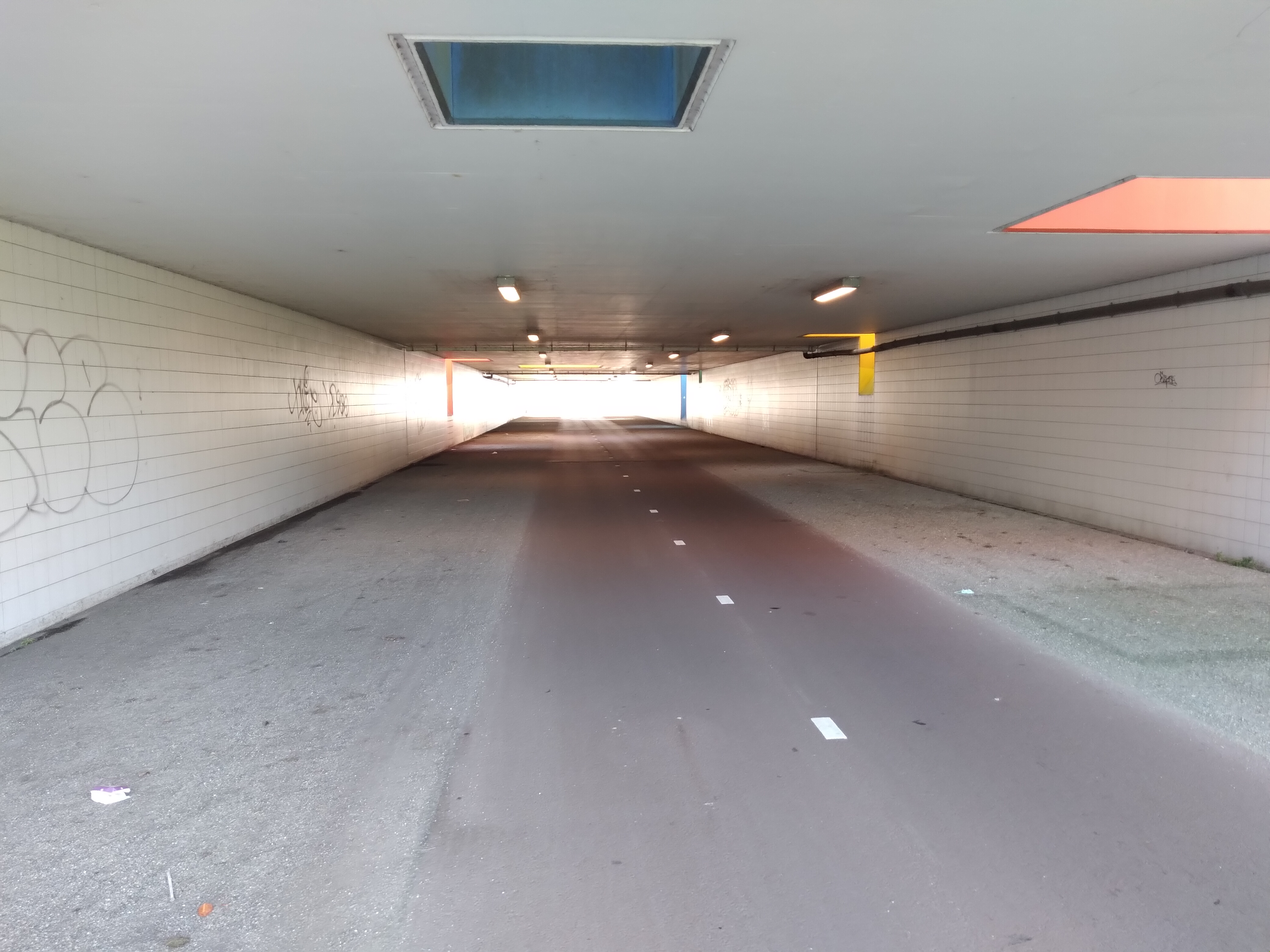
Tunnel (november 2020)

<<< · 1900 · 1901 · 1902 · 1904 · 1906 · 1907 · 1908 · 1909 · 1910 · 1911 · 1913 · 1914 · 1915 · 1916 · 1917 · 1919 · 1920 · 1922 · 1923 · 1925 · 1927 · 1929 · 1930 · 1931 · 1932 · 1933 · 1935 · 1936 · 1937 · 1938 · 1939 · 1940 · 1941 · 1942 · 1944 · 1945 · 1946 · 1947 · 1948 · 1949 · 1950 · 1951 · 1952 · 1953 · 1954 · 1955 · 1956 · 1957 · 1958 · 1959 · 1960 · 1961 · 1962 · 1963 · 1964 · 1965 · 1966 · 1967 · 1968 · 1969 · 1970 · 1971 · 1972 · 1973 · 1974 · 1975 · 1976 · 1977 · 1978 · 1979 · 1980 · 1981 · 1982 · 1983 · 1984 · 1985 · 1986 · 1987 · 1988 · 1989 · 1990 · 1991 · 1992 · 1993 · 1994 · 1995 · 1996 · 1997 · 1998 · 1999 · >>>
Brugnummers 1903, 1905, 1912, 1918, 1921, 1924, 1926, 1928, 1934, 1943 zijn niet (meer) in gebruik (januari 2021)